# Chovet
Chovet é uma comuna da província de Santa Fé, na Argentina, fundada em 1923 pelo francês Alberto Chovet, que lhe deu o nome, com imigrantes italianos, catalães e iugoslavos (principalmente croatas). Tinha 2.383 habitantes em 2010. Tem uma igreja católica, fundada em 1940 e sob a Diocese de Venado Tuerto.
É a terra natal do goleiro Jorge Gabrich.